# Ernst-Detlef Mücke
Ernst-Detlef Mücke (* 1944) ist ein in Berlin lebender Lehrer im Ruhestand, der vor allem als Gewerkschafter und LGBT-Aktivist bekannt wurde. Er ist Träger des Verdienstkreuzes am Bande.

## Leben und Ausbildung
Mücke wuchs in Hannover auf und zog zum Studium nach Göttingen, welches er 1971 mit dem Staatsexamen abschloss.
Hiernach zog er 1971 nach Berlin, wo er bis zur Pensionierung als Lehrer an der Hermann-von-Helmholtz-Oberschule (ehemals Gesamtschule, heute Sekundarschule) im Ortsteil Gropiusstadt arbeitete. Eine seiner Schülerinnen war Christiane F., deren Schicksal 1978 in dem Buch Wir Kinder vom Bahnhof Zoo bundesweit für Schlagzeilen sorgte.
Bereits in den 1970er Jahren hat er sich als einer der ersten Lehrer in seiner Schule als schwul geoutet. Seither hat er sich bei Generationen von Schülerinnen und Schülern für einen selbstverständlichen Umgang mit dem „Schwul-Sein“ bemüht.
Im Sommer 1984 hatte die für politische Kontakte zuständige Lobby-Gruppe des TBS (Treffen der Berliner Schwulengruppen) Detlef Mücke für die zweite Hälfte der Legislaturperiode für die AL-Landesliste zur Abgeordnetenhauswahl vorgeschlagen. Doch Rainer Schädlich setzte sich gegen Mücke durch.

## Gesellschaftliches Engagement in der LGBT-Bewegung
Seit Mitte der 1970er Jahre engagiert sich Mücke auch über seine Schule hinaus für die Akzeptanz homosexueller Lehrer und Schüler in der Schule. Unter anderem war er 1978 einer der Gründerväter der Arbeitsgemeinschaft homosexueller Lehrer und Erzieher in der Gewerkschaft Erziehung und Wissenschaft Berlin.
Gemeinsam mit der schwulen Lehrergruppe und der GEW hat er sich dafür eingesetzt, dass Homo- und Heterosexualität als gleichwertig anerkannt und gleichgeschlechtliche Lebensweisen in der Schule thematisiert werden. Er initiierte öffentliche Diskussionen, schrieb Petitionen und Forderungen an Politiker und suchte das Gespräch mit der Politik. Lesbische Lehrerinnen und schwule Lehrer hat er – u. a. in den Rechtsschutzstellen der GEW – mit Rat und Hilfe unterstützt.

## Auszeichnungen
- Magnus-Hirschfeld-Preis am 14. Mai 2004[1]
- Am 20. April 2005 wurde Mücke für seine Verdienste um die Gleichberechtigung und Achtung Homosexueller in Schule und Gesellschaft das Verdienstkreuz am Bande des Verdienstordens der Bundesrepublik Deutschland verliehen. Ort der Auszeichnung war seine Schule in Neukölln.[2]
- Berliner Ehrennadel am 2. Dezember 2013[3]

## Werke
- Schwule Regungen – Schwule Bewegungen. Ein Lesebuch. Verlag Rosa Winkel, Berlin 1985,[4]
- Pädagogische Kongreß: Lebensformen und Sexualität – Was heißt hier normal? Lesbisch – schwul – heterosexuell. Berlin 1993[5]
- Lebensformen und Sexualität – Herrschaftskritische Analysen und pädagogische Perspektiven. Kleine Verlag, Wissenschaftliche Reihe Band 106, Berlin 1998[6]